# The Cure
The Cure là một ban nhạc rock người Anh thành lập tại Crawley, West Sussex vào năm 1978. Đội hình của ban trải qua nhiều lần thay đổi nhân sự, riêng vị trí của Robert Smith – người đảm nhiệm các vai trò guitar, hát chính và sáng tác là không đổi. Album đầu tay Three Imaginary Boys (1979) cùng những đĩa đơn đầu tiên của The Cure đã đưa ban nhạc tham gia vào các trào lưu post-punk và new wave vốn rất thịnh hành tại Anh hồi đó. Bắt đầu từ album thứ hai Seventeen Seconds (1980), nhóm đã thể hiện một phong cách vừa mới mẻ, vừa mang đậm màu sắc khắc khổ và đen tối – chính phong cách mới này kết hợp với hình ảnh của Smith trên sân khấu đã trở thành nguồn cảm hứng mạnh mẽ để khai phá dòng nhạc gothic rock cũng như những tiểu văn hóa phát sinh từ dòng nhạc này.
Sau khi phát hành album thứ tư Pornography vào năm 1982, tương lai ban nhạc trở nên bất định. Smith thì rất khao khát vượt qua tiếng tăm bé nhỏ mà nhóm anh có được lúc bấy giờ để hướng tới việc giới thiệu và đưa chất cảm xúc thiên về pop hơn vào nhạc của nhóm. Những ca khúc như "Let's Go to Bed" (1982), "Close To Me" (1985), "Just Like Heaven" (1987), "Lovesong" (1989) và "Friday I'm in Love" (1992) đều đưa tên tuổi của ban nhạc trở nên phổ cập hơn trong mắt khán giả. Nhóm đã phát hành 13 album phòng thu, 2 đĩa EP và hơn 30 đĩa đơn tính đến nay. The Cure đã được tiến cử vào Đại sảnh Danh vọng Rock and Roll vào năm 2019.

## Danh sách đĩa nhạc
- Three Imaginary Boys (1979)
- Seventeen Seconds (1980)
- Faith (1981)
- Pornography (1982)
- The Top (1984)
- The Head on the Door (1985)
- Kiss Me, Kiss Me, Kiss Me (1987)
- Disintegration (1989)
- Wish (1992)
- Wild Mood Swings (1996)
- Bloodflowers (2000)
- The Cure (2004)
- 4:13 Dream (2008)
- Songs of a Lost World (2024)